# Белостадное
Белоста́дное  (до 1948 года Белый Кош; укр. Білостадне, крымскотат. Belıy Koş, Белый Кош) — исчезнувшее село в Советском районе Республики Крым, располагавшееся на севере района, у берега Сиваша, примерно в 4,5 км к северу от современного села Дмитровка.

## История
Впервые в исторических документах поселение встречается в «…Памятной книжке Таврической губернии на 1902 год», согласно которой в деревне Белый Кош, входившей в Емельяновское сельское общество Андреевской волости Феодосийского уезда, числилось 67 жителей в 10 домохозяйствах. Согласно энциклопедическому словарю Немцы России селение крымских немцев лютеран (также Мариенфельд (нем. Marienfeld), Марьевка), позже Белый Кош, было основано на 1500 десятинах земли в 1900 году и в 1904 имело 39 жителей. По Статистическому справочнику Таврической губернии. Ч.II-я. Статистический очерк, выпуск пятый Феодосийский уезд, 1915 год, в селе Белый Кош (Марьевка) Андреевской волости Феодосийского уезда числилось 10 дворов с немецким населением в количестве 81 человека приписных жителей. Согласно списку 1915 года «…русских подданных из австрийских, венгерских или германских выходцев» землевладельцев, опубликованном в газете «Таврические губернские ведомости» в апреле 1915 года, при деревне Белый-Кош значатся крымские немцы: Вагнер Варвара Иоганновна, имевшая 731,5 десятин земли, Губер Даниил Генрихович — 209 дес., Майер Иоганн Филиппович — 104,5 дес., Лизе Петр Петрович — 470,25 дес., Пфейфер Фридрих Фридрихович — 470,25 дес., Рапп Фридрих Яковлевич — 209 дес., Семан Людвиг Людвигович — 313 дес., Эльвейн Андреас Вильгельмович — 209,5 дес. и сыновья — наследники Августа Эниса — Густав и Фридрих —104,5 дес..
После установления в Крыму Советской власти, по постановлению Крымревкома № 206 «Об изменении административных границ» от 8 января 1921 года была упразднена волостная система и село вошло в состав Ичкинского района Феодосийского уезда, а в 1922 году уезды получили название округов. 11 октября 1923 года, согласно постановлению ВЦИК, в административное деление Крымской АССР были внесены изменения, в результате которых округа были отменены, Ичкинский район упразднили, включив в состав Феодосийского в состав которого включили и село. Согласно Списку населённых пунктов Крымской АССР по Всесоюзной переписи 17 декабря 1926 года, в селе Белый Кош, центре Бело-Кошского сельсовета Феодосийского района, числилось 46 дворов, из них 44 крестьянских, население составляло 140 человек, из них 117 немцев, 21 русский и 2 украинца. В артели Хейрус, Белокошского сельсовета, позже включённой в состав села, числилось 32 двора, из них 31 крестьянский, население составляло 116 человек, все евреи, действовала еврейская школа I ступени (пятилетка). Постановлением ВЦИК «О реорганизации сети районов Крымской АССР» от 30 октября 1930 года Феодосийский район был упразднён и был создан Сейтлерский район (по другим сведениям 15 сентября 1931 года), в который включили село, а с образованием в 1935 году Ичкинского — в состав нового района. Видимо, в ходе той же реорганизации, был упразднён сельсовет, поскольку на 1940 год он уже не существовал. Вскоре после начала Великой Отечественной войны, 18 августа 1941 года крымские немцы из села, которых насчитывалось 97 человек, были выселены, сначала в Ставропольский край, а затем в Сибирь и северный Казахстан.
После освобождения Крыма от фашистов, 12 августа 1944 года было принято постановление № ГОКО-6372с «О переселении колхозников в районы Крыма» и в сентябре 1944 года в район приехали первые новоселы (180 семей) из Тамбовской области, а в начале 1950-х годов последовала вторая волна переселенцев из различных областей Украины. С 25 июня 1946 года селение в составе Крымской области РСФСР. Указом Президиума Верховного Совета РСФСР от 18 мая 1948 года, Белый Кош переименовали в Белостадное. 26 апреля 1954 года Крымская область была передана из состава РСФСР в состав УССР. Время включения в Некрасовский сельсовет пока не установлено: на 15 июня 1960 года село уже числилось в его составе. Указом Президиума Верховного Совета УССР «Об укрупнении сельских районов Крымской области», от 30 декабря 1962 года Советский район был упразднён и село присоединили к Нижнегорскому. 8 декабря 1966 года Советский район был восстановлен и село вновь включили в его состав. Ликвидировано в период с 1968 года, когда Белостадное ещё записано в составе Некрасовского сельсовета и 1977, когда уже значилось в списках упразднённых.

### Динамика численности населения
- 1902 год — 67 чел.[5]
- 1904 год — 39 чел.[6]
- 1915 год — 81/0 чел.[7][28]
- 1926 год — 140 чел.[13]